# Jens Krause (Verhaltensforscher)
Jens Krause (* 1965 in Berlin) ist ein deutscher Verhaltensbiologe, der sich vor allem mit der Erforschung von Schwarmintelligenz beschäftigt.

## Leben
Jens Krause studierte von 1985 bis 1990 an der Freien Universität Berlin und schloss mit dem Diplom ab; 1989 erlangte er außerdem den M.Phil. am Queens’ College der University of Cambridge. Am St John’s College der University of Cambridge wurde er 1993 zum Ph.D. promoviert. Anschließend war er bis 1995 Post-Doktorand des Natural Sciences and Engineering Research Council of Canada (NSERC) an der Mount Allison University, 1995/1996 Post-Doktorand der BASF an der Princeton University und 1996/1997 an der University of Leeds. An der University of Leeds war er bis 2002 Lecturer und bis 2004 Senior Lecturer und Reader für Verhaltensökologie. 2004 wurde er an dieser Universität zum Professor berufen. Seit 2009 ist er Professor für Fischökologie an der Humboldt-Universität zu Berlin. Er leitet die Abteilung Biologie und Ökologie der Fische am Leibniz-Institut für Gewässerökologie und Binnenfischerei (IGB). 2014 wurde er als Ordentliches Mitglied in die Berlin-Brandenburgische Akademie der Wissenschaften gewählt.
Jens Krause veröffentlichte über 100 Arbeiten in wissenschaftlichen Fachzeitschriften. Er ist Mitherausgeber der Zeitschrift Behavioral Ecology and Sociobiology und Mitglied des Herausgebergremiums der Zeitschrift Fish and Fisheries. Für die ARD, das ZDF und den Discovery Channel arbeitete er an mehreren Fernsehproduktionen mit.
Jens Krause lebt in Berlin-Charlottenburg.

## Schriften
- mit Iain D. Couzin, Nigel R. Franks, Simon A. Levin: Effective leadership and decision-making in animal groups on the move. In: Nature. Band 433, 2005, S. 513–516.
- mit Dominic Wright: Repeated Measures of Shoaling Tendency in Zebrafish (Danio rerio) and other Small Teleost Fishes. In: Nature Protocols. Band 4, 2006, S. 1828–1831.
- mit Marc S. Botham, C. J. Kerfoot, V. Louca: The effects of different predator species on antipredator behaviour in the Trinidadian guppy, Poecilia reticulata. In: Die Naturwissenschaften. Band 93, 2006, S. 431–439, doi:10.1007/s00114-006-0131-0.
- mit David Sumpter, R. James, Iain D. Couzin, Ashley Ward: Consensus decision-making by fish. In: Current Biology. Band 18, 2008, S. 1773–1777.
- mit Ashley Ward, David Sumpter, Iain D. Couzin, Paul J. Hart: Quorum decision-making facilitates information transfer in fish shoals. In: PNAS. Band 105, 2008, S. 6948–6953.
- mit Colin R. Tosh, Graeme D. Ruxton: Theoretical predictions strongly support decision accuracy as a major driver of ecological specialization. In: Proceedings of the National Academy of Sciences. Band 106, 2008, S. 5698–5702.
- mit John R. Dyer, Anders Johansson, Dirk Helbing, Iain D. Couzin: Leadership, consensus decision making and collective behaviour in human crowds. In: Philosophical Transactions of the Royal Society. Band 364, 2009, S. 781–789, doi:10.1098/rstb.2008.0233.
- mit Graeme D. Ruxton, Stefan Krause: Swarm intelligence in animals and humans. In: Trends in Ecology & Evolution. Band 25, Nr. 1, Januar 2010, S. 28–34, doi:10.1016/j.tree.2009.06.016.